# Minta Durfee
Araminta Estelle "Minta" Durfee (Los Angeles, 1 d'octubre de 1889 - Woodland Hills, 9 de setembre de 1975) va ser una actriu estatunidenca que va destacar sobretot en l'època del cinema mut. Moltes de les seves pel·lícules van ser dirigides pel seu marit, Roscoe Arbuckle.

## Biografia
Va començar la seva carrera artística als 17 anys com a ballarina, corista i actriu de vodevil. Va ser en aquest ambient que va conèixer Roscoe Arbuckle amb qui es va casar (6 d'agost de 1908). Van continuar junts fent diferents tournées amb companyies teatrals.
Va debutar al cinema l'any 1913, a la Keystone que dirigia per Mack Sennett participant en pel·lícules molt sovint dirigides per George Nichols o Wilfred Lucas. El 1914 va figurar en la primera pel·lícula de Charlie Chaplin, i ella va ser la seva primera partenaire actuant en pel·lícules com Cruel, Cruel Love o The Star Boarder. L'aparellament el va decidir Mack Sennett, que va considerar que el nou actor arribat era "molt peculiar" i va creure necessari contrarestar les seves excentricitats amb una actriu que tingués fama de portar-se bé amb tothom. Ella però apareix sobretot en les pel·lícules del seu marit, sobretot a partir del moment que ell esdevé el seu propi realitzador. Durant els anys 1914-16 és una de les primeres actrius de la Keystone, al costat de Mabel Normand, donant la rèplica a Mack Swain (Ambrose), Chester Conklin (Walrus) o Ford Sterling. En aquelles comèdies esbojarrades és capaç de mostrar un veritable talent acrobàtic.
Filmant sota la direcció de Roscoe Arbuckle la seva carrera va esdevenir molt depenent de la seva vida privada. Degut a un seguit de problemes de parella, va deixar d'actuar a principis de l'any 1918. Al maig del 1919 va anunciar que estava negociant la seva tornada al món del cinema per actuar en diverses comèdies, cosa que al final no es va produir. Es van acabar separant el 1921 poc abans de l'escàndol que va acabar amb la carrera de Roscoe Arbuckle però no es van divorciar fins al 1925. Durant aquest temps i per sempre més ella serà una de les seves més grans defensores.
Després de 10 anys sense actuar, torna al cinema però només en rols menors dins de pel·lícules com “How Green Was My Valley”, “Naughty Marietta”, “Rose Marie”, “The Unsinkable Molly Brown” o “It's a Mad, Mad, Mad, Mad World”. En els darrers anys va actuar sobretot per a la televisió.
Minta Durfee va morir a Woodland Hills, Califòrnia als 85 anys d'una insuficiència cardíaca.

## Filmografia

### The Keystone Film Company
- A Quiet Little Wedding (1913)
- The Janitor (1913)
- Fatty at San Diego (1913)
- Wine (1913)
- A Muddy Romance (1913)
- Fatty Joins the Force (1913)
- Fatty's Flirtation (1913)
- His Sister's Kids (1913)
- A Misplaced Foot (1914)
- The Under Sheriff (1914)
- Making a Living (1914)
- A Flirt's Mistake (1914)
- Rebecca's Wedding Day (1914)
- A Film Johnnie (1914)
- Tango Tangles (1914)
- Cruel, Cruel Love (1914)
- The Star Boarder (1914)
- A Bath House Beauty (1914)
- Mabel at the Wheel (1914)
- Twenty Minutes of Love (1914)
- Where Hazel Met the Villain (1914)
- Caught in a Cabaret (1914)
- A Suspended Ordeal (1914)
- The Water Dog (1914)
- The Alarm (1914)
- The Knockout (1914)
- Fatty and the Heiress (1914)
- Fatty's Finish (1914)
- The Sky Pirate (1914)
- Those Happy days (1914)
- Fatty’s Gift (1914)
- The Masquerader (1914)
- His New Profession (1914)
- The Rounders (1914)
- Lover's Luck (1914)
- Fatty’s Debut (1914)
- Fatty Again (1914)
- Hello, Mabel (1914)
- The Dodger (1914)
- Lover’s Post Office (1914)
- An Incompetent Hero (1914)
- Tillie's Punctured Romance (1914)
- Fatty’s Wine Party (1914)
- The Sea Nymphs (1914)
- Leading Lizzie Astray (1914)
- Ambrose's First Falsehood (1914)
- Fatty's Magic Pants (1914)
- Fatty and Minnie-he-Haw (1914)
- Saved by the Wireless (1915)
- Love, Speed and Thrills (1915)
- Fatty and Mabel at the San Diego Exposition (1915)
- Mabel épouse Fatty (1915)
- A Bird's a Bird (1915)
- Ye Olden Grafter (1915)
- Hearts and Planets (1915)
- The Home Breakers (1915)
- Willful Ambrose (1915)
- Fatty's Reckless Fling (1915)
- Fatty's Chance Aquaintance (1915)
- Ambrose's Little Hatchet (1915)
- Fatty's Faithful Fido (1915)
- Ambrose's Fury (1915)
- When Love Took Wings (1915)
- Our Dare-Devil Chief] (1915)
- A Versatile Villain (1915)
- He Wouldn't Stay Down (1915)
- Court House Crooks (1915)
- Dirty Work in a Laundry (1915)
- Fickle Fatty's Fall (1915)
- A Village Scandal (1915)
- Fatty and the Broadway Stars (1915)
- The Great Pearl Tangle (1916)
- Bright Lights (1916)
- His Wife's Mistakes (1916)
- The Other Man (1916)
- Mickey (1918)

### Continuació de la seva carrera en papers secundaris
En moltes d'aquestes no apareix als crèdits de la pel·lícula
- Skinner's Dress Suit (1926)
- Naughty Marietta (1935)
- The Man with Nine Lives (1940)
- Glamour for Sale (1940)
- Rolling Home to Texas (1940)
- The Devil and Miss Jones (1941)
- Que verda era la meva vall (How Green Was My Valley) (1941)
- The Miracle Kid (1941)
- The Man Who Returned to Life (1942)
- Blondie for Victory (1942)
- The Chance of a Lifetime (1943)
- Eve Knew Her Apples (1945)
- The Son of Rusty (1947)
- My Dog Rusty(1948)
- How to Be Very, Very Popular(1955)
- Artists and Models (1955)
- La volta al món en vuitanta dies (Around the World in Eighty Days) (1956)
- Hollywood o res (Hollywood or Bust) (1956)
- The Buster Keaton Story(1957)
- Tu i jo (An Affair to Remember) (1957)
- Will Success Spoil Rock Hunter? (1957)
- It's a Mad Mad Mad Mad World (1963)
- The Unsinkable Molly Brown (1964)
- Savage Intruder (1970)
- Willard (1971)
- Què li passa a Helen? (What's the Matter with Helen?) (1971)
- The Steagle (1971)